# 門蓋什市鎮

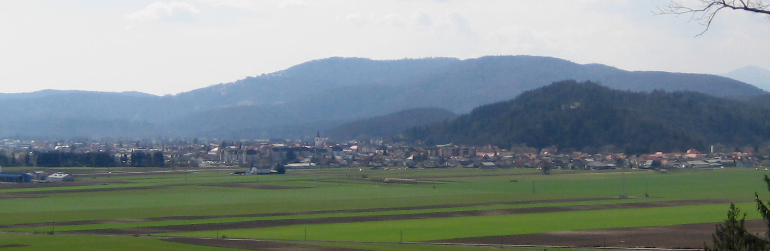

門蓋什市鎮是斯洛文尼亞北部的一個市镇，行政中心為門蓋什。距離首都盧布爾雅那約15公里，面積22.5平方公里，海拔高度315米，2012年人口7,407。该市镇设立于1995年。

## 外部連結
- 官方网站  （斯洛文尼亚文）
- Mengeš on Geopedia （页面存档备份，存于）